# Monepidosis furcata
Monepidosis furcata är en tvåvingeart som beskrevs av Boris Mamaev 1966. Monepidosis furcata ingår i släktet Monepidosis och familjen gallmyggor. Inga underarter finns listade i Catalogue of Life.